# Vretens sågverk
Vretens sågverk var en trävaruindustri i Vreten i Skövde kommun som drevs mellan 1887 fram till 1972. Ångsågen anlades 1886-87 av göteborgsfirman James Dickson & Co i anslutning till Vretens egendom, för att under ett par år exploatera ett skogsområde i närheten. En äldre vattensåg låg vid ån Ösan men det nya sågverket lades väster om gården, tack vare ångdriften var man inte längre bunden till något vattenfall. Samtidigt krävdes ordentligt med plan markyta kring sågen för timmerupplag och brädgård. Redan 1889 övertogs sågen av Nils Posse, som då var ägare till Vretens egendom. Under slutet av 1800-talet var sågen störst i Skaraborgs län, men under 1930-talet kom produktionen att minska kraftigt. Fram till nedläggningen 1972 användes sågen mest för egendomens eget behov.

## Anläggningen
År 1877 drogs ett stickspår från Vretens station, tillhörande Hjo–Stenstorps Järnväg, till Vretens egendom. Huvudanledningen var att underlätta transporterna för Aktiebolaget Wretens Mejerier som hade startats 1876. Detta stickspår kom senare även att användas av sågen. För sågverket uppfördes två byggnader. Såghuset i trä byggt i två våningar, i såghuset finns två flerbladiga ramsågar och ett dubbelt kantverk. Samt maskinhuset som av brandsäkerhetsskäl uppfördes i tegel som inrymde ångmaskin och ångpannor. Ramsågarna levererades av Bolinders tillsammans med de två ångpannorna, den tvåcylindriga kompoundångmaskinen levererades av Munktells i Eskilstuna. Maskinhusets båda ångpannor ersattes 1939 av en transportabel elmotor utanför sågen och maskinhuset tömdes på pannor och ångmaskin. I övrigt är sågens ursprungliga maskineri helt bevarat. 

## Upprustning
Under åren 1982-83 upprustades sågen med hjälp av bidrag från Riksantikvarieämbetet. År 1983 användes sågmiljön vid inspelningen av TV-serien Träpatronerna. Sågen förklarades som byggnadsminne den 20 december 1982. Under 2006 målades såghuset och maskinhuset om av Vretens Bygdegårdsförening med färg bekostades med ett byggnadsvårdsbidrag från Länsstyrelsen. Som ett led i strävan efter att återstarta ångdriften vid sågen förvärvade man 2016 en tvåcylindrig kompoundångmaskin tillverkad av Munktells fabriker 1905.